# Liste der Monuments historiques in Sionne (Vosges)
Die Liste der Monuments historiques in Sionne führt die Monuments historiques in der französischen Gemeinde Sionne auf.

## Liste der Objekte
| Bezeichnung                | Beschreibung                | Standort                        | Kennzeichnung | Schutzstatus | Datum | Bild |
| -------------------------- | --------------------------- | ------------------------------- | ------------- | ------------ | ----- | ---- |
| Skulptur Heiliger Germanus | Eichenholz, 18. Jahrhundert | in der Kirche St-Germain (Lage) | PM88001799    | Inscrit      | 2006  |      |